# Aeluropus lagopoides
Aeluropus lagopoides — вид квіткових рослин із родини злакових (Poaceae). Це євразійсько-африканська рослина, що зростає переважно в солоних ґрунтах та пустках.

## Біоморфологічна характеристика
Це кореневищний багаторічник, росте пучками. Кореневища видовжені, лускаті, волохаті. Столони відсутні або присутні. Стеблини 5–30 см заввишки, прямовисні чи повзучі біля основи. Піхви листя нещільні, відкриті на більшій частині своєї довжини, 4–10 мм завдовжки, голі на поверхні чи ворсисті. Язичок війчастий і перетинчастий. Листові пластинки розлогі, ланцетні, вузькі, 5–40 × 2–3 мм, жорсткі, сизі, голі чи ворсисті, поверхня ребриста, краї цілі й шорсткі, верхівка шпичаста. Волоть куляста, еліптично чи довгасто головчаста, з густим скупченням колосочків, 20 × 10–15 мм. Колосочки містять 0–1 базальних стерильних квіточок і 4–18 родючих квіточок, зі зменшеними квітками на верхівці; колосочки довгасті, стиснуті збоку, 3–6 мм завдовжки; розпадаються у зрілості, розчленовуючись під кожною родючою квіточкою. Колоскові луски еліптичні, нерівні, ворсинчасті, нижні 1–3-жилкові, верхні 3–5-жилкові; леми широкоеліптичні, верхівкові, 9-жилкові, ворсинчасті; палея ворсинчаста. Зернівка довгаста, дорсально стиснута. Період цвітіння й плодоношення: квітень — жовтень.

## Середовище проживання
Зростає на півночі й північному сході Африки (Західна Сахара, Марокко, Алжир, Туніс, Лівія, Єгипет, Еритрея, сх. Ефіопія, пн.-сх. Судан, Сомалі, Мавританія, Джибуті), на півдні Європи (Сицилія, Мальта, Крит та ін. грецькі острови), у західній, центрально-західній і південній Азії (Вірменія, Азербайджан, Туреччина, Казахстан, Киргизстан, Туркменістан, Узбекистан, Афганістан, Кіпр, Іран, Ірак, Кувейт, Сирія, Ліван?, Ізраїль-Йорданія, Оман, Саудівська Аравія, Ємен, Індія, Пакистан, Шрі Ланка, Бангладеш).
Рослина дуже посушливих місць, особливо просочених солей ґрунтів; іноді росте на піщаних, часто вологих ґрунтах, низинних рівнинах, що оточують солончаки, на сірчаних джерелах, на пустирях і в занедбаних посівних ділянках.

## Використання
Кормова рослина.

## Синоніми
Найрелевантніші синоніми: Aeluropus bombycinus Fig. & De Not., Aeluropus concinnus Fig. & De Not., Aeluropus erythraeus Mattei, Aeluropus longispicatus Parsa, Aeluropus massauensis (Fresen.) Mattei, Aeluropus niliacus (Spreng.) Steud., Aeluropus repens (Desf.) Parl., Aeluropus sinaicus Fig. & De Not., Aeluropus villosus Trin., Aira lagopoides (L.) Scop., Calotheca massauensis (Fresen.) Hochst. & Steud., Calotheca niliaca Spreng., Calotheca repens (Desf.) Spreng., Dactylis bombycina (Fig. & De Not.) Steud., Dactylis lagopoides L., Dactylis massauensis (Fresen.) Steud., Dactylis repens Desf., Distichlis sudanensis Beetle, Koeleria lagopoides (L.) Panz. ex Spreng., Poa lagopoides (L.) Kunth, Poa massauensis Fresen., Poa pungens Georgi, Poa ramosa Savi, Poa repens (Desf.) M.Bieb., Sesleria lagopoides (L.) Spreng.